# Sofia Coppola
Sofia Carmina Coppola (Nova York, 14 de maig de 1971) és una directora de cinema, guionista, productora i dissenyadora de moda estatunidenca.
És filla del director i productor Francis Ford Coppola i de l'artista i documentalista Eleanor Coppola, amb qui té ascendència irlandesa, anglesa i italiana, i tia de la també directora Gia Coppola. És neboda de l'actriu Talia Shire i cosina de l'actor Nicolas Cage. Va estar casada amb el cienasta Spike Jonze des del 26 de juny de 1999 fins al 5 de desembre de 2003.

## Carrera
La carrera cinematogràfica de Sofia Coppola va començar de molt jove, ja que essent un nadó va aparèixer a la pel·lícula El padrí. A més ha aparegut en diverses pel·lícules del seu pare. El seu paper més conegut va ser el de Mary Corleone a El padrí III (1990), en un paper que estava pensat inicialment per a Winona Ryder, però que una malaltia li va impedir d'interpretar. Aquesta interpretació va rebre moltes crítiques i va acabar amb la carrera interpretativa de Sofia (encara que posteriorment va fer petites aparicions en les pel·lícules Inside Monkey Zetterland (1992) i Star Wars Episodi I: L'Amenaça Fantasma (1999).
Coppola és coneguda per la seva carrera com a directora. La seva primera experiència darrere de la càmera va ser amb el curtmetratge Lick the Star (1998). El seu reconeixement a nivell mundial arribaria amb les pel·lícules The Virgin Suicides (1999) i l'oscaritzada Lost in Translation (2003).
Posteriorment, va realitzar Maria Antonieta (2006), adaptació de la biografia de l'última reina de França escrita per la historiadora britànica Antonia Fraser. L'actriu Kirsten Dunst hi interpreta el paper de reina, i l'actor Jason Schwartzman (cosí de la directora) el paper de Lluís XVI.

## Premis i reconeixements
Amb Lost in Translation (2003) va guanyar el premi Oscar de 2004 al millor guió original (a més d'obtenir tres nominacions més, entre les quals la de millor pel·lícula) i tres premis Globus d'Or, incloent-hi el de millor pel·lícula en la categoria de comèdia o musical. A més, va aconseguir una nominació als Oscars en la categoria de Millor direcció, que la va convertir en la tercera dona a ser nominada en aquesta categoria i la primera estatunidenca.
Amb Somewhere (2010) va guanyar el Lleó d'Or al Festival Internacional de Cinema de Venècia.
Al 70è Festival Internacional de Cinema de Canes, celebrat al 2017, Coppola va guanyar el Premi a la millor direcció amb The Beguiled.

## Filmografia

### Directora
- 1998 - Lick the Star
- 1999 - The Virgin Suicides
- 2003 - Lost in Translation
- 2006 - Maria Antonieta
- 2010 - Somewhere
- 2013 - The Bling Ring
- 2015 - A Very Murray Christmas[6]
- 2017 - The Beguiled[7]
- 2020 - On the Rocks[8]
- 2023 - Priscilla
- 2024 - The Custom of the Country

### Actriu
- 1972 - El Padrí (The Godfather)
- 1974 - El Padrí II (The Godfather: Part II)
- 1983 - Rebels (The Outsiders)
- 1986 - Peggy Sue es va casar (Peggy Sue Got Married)
- 1987 - Anna
- 1990 - El Padrí III (The Godfather: Part III)
- 1999 - Star Wars Episodi I: L'Amenaça Fantasma (Star Wars Episode I: The Phantom Menace)
- 2001 - CQ

## Llibres
- Coppola, Sofia (2023). Sofia Coppola Archive: 1999-2023. London: Mack. ISBN 978-1-915743-13-8. OCLC 1396453281.

Publicat l'1 de novembre de 2023. L'arxiu de Sofia Coppola és una col·lecció personal amb contingut, guions, fotografies i desenvolupament darrere de cada pel·lícula. Inclou contingut de les vuit de les seves pel·lícules The Virgin Suicides (1999), Lost in Translation (2003), The Beguiled (2017) i Priscilla (2023). El llibre té un total de 488 pàgines. L'arxiu és editat i anotat personalment per la mateixa Coppola.

## Crítica i Recepció
Coppola ha rebut crítiques massives al llarg de la seva carrera a causa de la importància històrica de la seva família a Hollywood. Ha treballat dur per establir-se com a cineasta per dret propi. Aquest moment es va consolidar amb el seu primer llargmetratge The Virgin Suicides quan el seu pare no la va ajudar a aconseguir els drets de la història. Les ressenyes de les obres de Coppola sovint incloïen "llenguatge implícit i de gènere" que soscava el cos dels arguments de la crítica, tal com va argumentar Todd Kennedy en el seu article per a Film Criticism titulat "Off with Hollywood's Head: Sofia Coppola as Feminine Autor". Kennedy cita múltiples ressenyes del treball de Coppola que es basen en acusacions del seu treball com a "massa dolç" i feixuc; Acusacions que "Coppola 1) com a dona, només té la capacitat de fer pel·lícules a causa del seu privilegi econòmic, 2) només té el talent que posseeix gràcies al seu totpoderós director/pare, i 3) perquè les seves pel·lícules són femenines, només poden produir pel·lícules boniques que "manquen de profunditat"".

## Temes i estil
Les pel·lícules de Coppola sovint tracten temes de la solitud, la riquesa, els privilegis, l'aïllament, la joventut, la feminitat i l'adolescència a Amèrica. A més, les seves pel·lícules se centren particularment en la dona/infantesa occidental blanca, com ho demostren la majoria dels protagonistes de les seves obres. Les seves obres utilitzen la "mirada femenina" i demostren un coneixement de la teoria del cinema feminista, com ara "Visual Pleasure and Narrative Cinema" de Laura Mulvey; la seva obra interactua amb aquests textos teòrics, ja que sovint utilitza el "plaer visual" en un manera que respon als textos de Mulvey i l'arrela subvertint la mirada masculina en la mirada femenina.